# Галльский петух

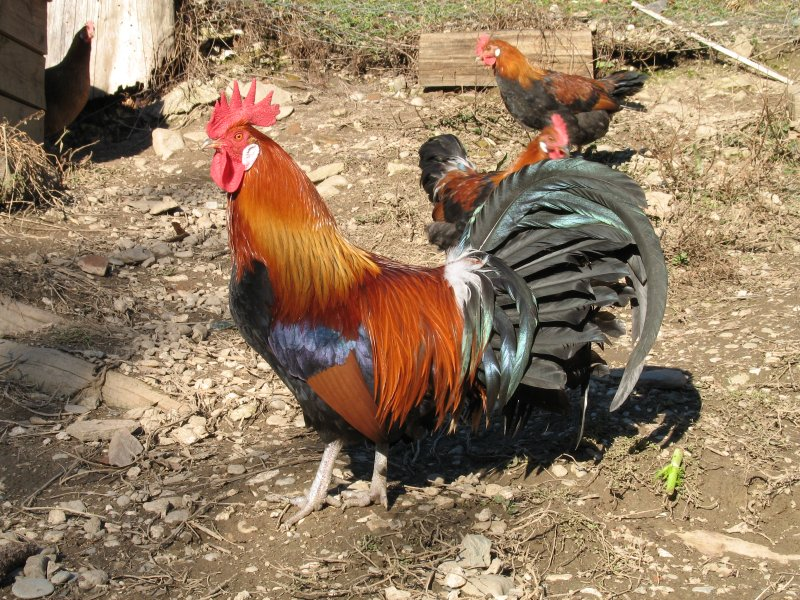
Галльский петух

Га́лльский пету́х (фр. le coq gaulois) — одно из аллегорических названий Франции. Символ Франции.

## История происхождения

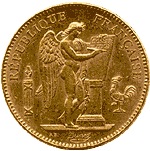
Изображение «Счастливого Золотого Ангела» 1792 года, справа виден петух

Галлами древние римляне называли кельтов, населявших Галлию — территорию современной Франции, Бельгии и Северной Италии. Латинское слово «gallus» означает не только «галл», но и «петух». Французский учёный Адольф Блок разъяснил, что римляне дали такое название кельтам потому, что они все были рыжеволосыми и огненно-рыжие хохолки их напоминали петушиные гребешки.
Во времена французской революции XVIII века был объявлен конкурс на рисунок новой монеты. После того, как Огюстэн Дюпре предложил отчеканить гения Франции, пишущего на жертвеннике,— сообщается в отчёте жюри конкурса 1791 года, — члены комитета посоветовали прибавить с одной стороны жертвенника петуха — эмблему бдительности. Проект Дюпре с добавленным к нему петухом и был использован для чеканки двадцатифранковых монет. Петуха, изображённого на монетах, французы, считавшие галлов своими предками, осмыслили как «галльского петуха» и стали считать своей национальной эмблемой.
Империя Наполеона I изгнала галльского петуха, но он был восстановлен в 1830 году, придя на смену «бурбонским лилиям».
При Луи-Филиппе изображение галльского петуха стали применять на знамёнах и рукоятках холодного оружия. Наполеон III вновь отменил галльского петуха, но тот опять был восстановлен Третьей республикой, изображавшей его с 1871 года на двадцати- и стофранковых монетах. В 1899 году президент Французской Республики Эмиль Лубе издал декрет о том, чтобы изображение галльского петуха чеканить на десяти- и двадцатифранковых монетах. (на илл.)
Французский нумизмат Дюкрок утверждал, что галльский петух неправильно считается национальной эмблемой, доказывая это тем, что в коллекции галльских монет, хранящейся в Парижской национальной библиотеке, из 10413 монет только на четырнадцати изображён петух; игра же на двойном смысле слова «gallus», как объяснил Дюкрок, возникла в эпоху Возрождения, и восходит к «Поэме о петухе» (1585) Пассавана.
Тем не менее, выражение галльский петух вошло в литературную речь как аллегория Франции. Карикатуристы часто изображали Францию в виде петуха, намекая на задор, якобы являющийся национальной чертой французов. Де Голль вводил его в военные медали как символ боевого духа Франции. Петух — эмблема Национального олимпийского комитета Франции.

## Примеры изображений

Марка с изображением галльского петуха
Плакат времён первой мировой войны
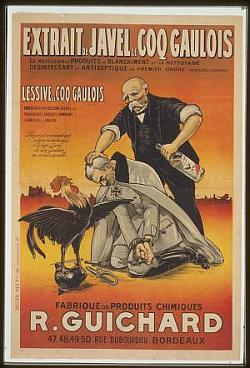
Спичечный коробок

## Примеры в литературе
Галльский петух сумеет поставить принцип на принадлежащую ему высоту, сумеет выставить паразитство к позорному столбу.М.Е. Салтыков-Щедрин
Галльские петухи в красных штанах, на далеком европейском Западе, заклевали толстых кованых немцев до полусмерти.М. Булгаков
См. также пьесу «Шантеклер» (1904) Эдмона Ростана.